# Bernardus (Marienfeld)
Bernardus OCist († 3. März 1357) war Priester und Abt des Klosters Marienfeld.

## Leben

### Kirchliche Laufbahn
Bevor Bernardus in den Zisterzienserorden eintrat, war er Domherr in Minden und Offizial des Bistums. 1344 wurde Bernardus zum Abt gewählt. Noch im selben Jahr reiste er nach Avignon zum Papst Clemens VI. und erwirkt dort einen Schutzbrief für das Kloster. Als Streitschlichter wurden der Abt von St. Pantaleon in Köln sowie die Domdechanten von Münster und Hildesheim bestimmt.
Im Laufe seiner Amtszeit erwarb Bernardus einige Güter in der Umgebung. In der Greffener Mark wurden Fischteiche auf dem Gelände des heutigen Gutes Niedick ausgehoben.

### Ermordung
Das Kloster ernährte seinerzeit mehrere Mönche, die zum Predigtamt abgestellt waren. Zur Priesterweihe wurden schließlich alle Mönche, bis auf einen, nach Münster geschickt. Abt Bernardus hielt diesen Diakon mit dem Namen Heydenricus auf Grund „mangelhafter geistiger Qualitäten“ für nicht geeignet, Priester zu werden. Der Mönch war darüber sehr erzürnt. Als der Abt am 3. März 1357 vor dem Altar der Heiligen Petrus und Paulus betete, wurde er von dem Mönch mit drei Hammerschlägen auf den Kopf getötet. Dem Mörder gelang zunächst die Flucht, er konnte aber gefasst und bis zu seinem Tode eingekerkert werden.
Abt Bernardus fand seine letzte Ruhestätte im Kapitelhaus des Klosters. Auf seinem Grabstein war zu lesen:
Am 3. März, vernimm den grausamen Todeskampf,

wurde Abt Bernardus, zu Lebzeiten wie die Narde duftend,

hier, ach, wie ein Opferlamm geschlachtet.

Dreimal traf der furchtbare Hammer sein Haupt,

in der Kirche, als er zum Apostelpaar betete.

Ihm sei die heilige Jungfrau gnädig.
Bernardus hatte drei Schwestern unter dem Familiennamen Grüter. Im Jahr 1348 lassen sie sich in Kamen als Cunegundis, Alheidis und Beatrix nachweisen.